# Dottie West
Dottie West, nata Dorothy Marie Marsh (Smithville, 11 ottobre 1932 – Nashville, 4 settembre 1991), è stata una cantante statunitense, esponente di musica country.
Nel 2018 è stata inserita in maniera postuma nella Country Music Hall of Fame.

## Discografia
Album in studio
- 1965 - Here Comes My Baby
- 1965 - Dottie West Sings
- 1966 - Suffer Time
- 1967 - With All My Heart and Soul
- 1967 - Dottie West Sings Sacred Ballads
- 1967 - I'll Help You Forget Her
- 1968 - What I'm Cut Out to Be
- 1968 - Country Girl
- 1968 - Feminine Fancy
- 1969 - Dottie Sings Eddy
- 1969 - Makin' Memories
- 1970 - Country and West
- 1970 - Forever Yours
- 1971 - Careless Hands
- 1971 - Have You Heard Dottie West
- 1972 - I'm Only a Woman
- 1973 - If It's All Right with You/Just What I've Been Looking For
- 1973 - Country Sunshine
- 1975 - Carolina Cousins
- 1977 - When It's Just You and Me
- 1978 - Dottie
- 1979 - Special Delivery
- 1981 - Wild West
- 1981 - High Times
- 1982 - Full Circle
- 1983 - New Horizons
- 1984 - Just Dottie

Album collaborativi
- 1969 - Dottie and Don (con Don Gibson)
- 1970 - Country Boy and Country Girl (con Jimmy Dean)
- 1978 - Every Time Two Fools Collide (con Kenny Rogers)
- 1979 - Classics (con Kenny Rogers)